# Хрещення немовлят

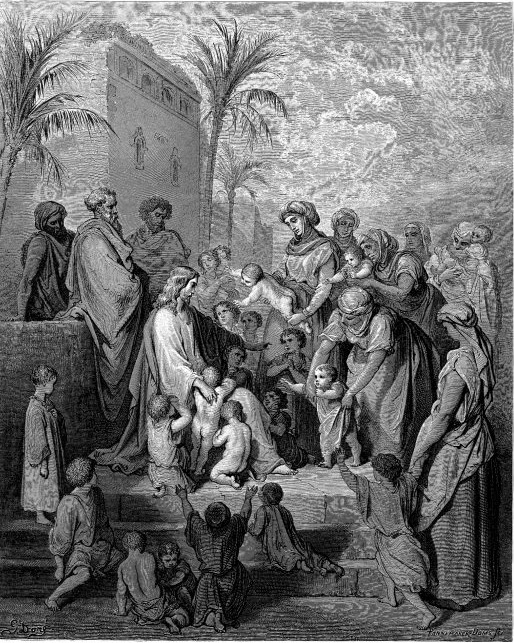
Ісус благословляє малих дітей, слідом за Гюставом Доре, нагадуючи розповідь в Євангеліях від Матея (19:14) та Луки (18:16).

Хрещення немовлят — це християнська доктрина, яка вважає, що необхідно здійснювати хрещення маленьких дітей і навіть новонароджених. Таке переконання протистоїть доктрині хрещення вірних, яка вважає, що хрещення може бути дійсним лише для тих, хто визнав свою віру.
Більшість християнських конфесій практикують хрещення немовлят, але його відкидають деякі протестантські церковні громади, зокрема анабаптисти і меноніти, баптисти і переважна більшість євангелістів.

## Біблійне обґрунтування
Ця практика прямо не вказана в новозавітних текстах, які, тим не менш, говорять про хрещення «цілого дому» (Дії 16:15 і 33; 1 Коринтян 1:16), що змушує деяких істориків, включаючи П'єра Мараваля і Симона Клода Мімуні, розглядати її як хрещення немовлят.
Таке хрещення пояснюється існуванням зв'язку, встановленого Богом у сім'ї між батьками і дітьми (1 Кор 7:14), завдяки якому діти мають право на хрещення як частину завіту, знаком якого є хрещення. Той факт, що Біблія містить кілька свідчень про хрещення дорослих, пояснюється також тим, що в перших поколіннях християнства євангелізація і навернення до християнства обов'язково відбувалося через дорослих, які походили з нехристиянських середовищ . Згідно з Євангелієм від Матвія (19:14) та Євангелієм від Луки (18:16), Ісус також вітає маленьких дітей: «І промовив Ісус: Пустіть до Мене дітей, і не заважайте їм, бо таких, як вони, є Царство Небесне. І поклав на них руки, і пішов далі».